# ハンス＝ギュンター・ヴァウアー
ハンス＝ギュンター・ヴァウアー（Hans-Günther Wauer、1925年12月12日 - 2016年2月17日）は、ドイツの教会ミュージシャンで、1985年にヘンデル賞（Handel Prize）を受賞している。